# 上海市徐汇区中心医院
上海市徐汇区中心医院，简称徐中心，前身是虹桥疗养院，是中華人民共和國上海市徐匯區一家三级综合性医院。

## 歷史
1934年，由丁福保、丁惠康父子筹建的虹桥疗养院在虹橋路竣工。1937年淞沪会战爆发后，虹桥疗养院停业。1938年虹桥疗养院迁入現今的淮海中路966号5号楼營業。第二次國共內戰期間，民盟领导人张澜、罗隆基被国民政府软禁于此。
1958年，虹桥疗养院与怡和医院合并，命名为上海市淮海医院，1961年改名为上海市徐汇区中心。2013年1月，中国科学院在徐匯區中心醫院建立中科院上海临床研究中心。2015年12月16日，徐匯區中心醫院推出"徐汇云医院"，這是上海首家智慧医疗平台，醫生可以在徐汇云医院通過视频遠程诊疗患者，開具的藥品也會通過物流配送到患者家中。2016年4月，徐汇区與复旦大学附属中山医院組建医疗联合体，徐匯區中心醫院同時掛牌"复旦大学附属中山医院徐汇医院"。2020年2月26日，徐匯區中心醫院成為上海首家获得互联网医院牌照的实体公立医疗机构，徐汇云医院獲得正式名稱上海市徐汇区中心医院（复旦大学附属中山医院徐汇医院）贯众互联网医院。
2024年1月15日，徐汇区中心医院位於淮海中路966号的地址关闭，整体迁至位于上海植物园西侧（龙川北路）的南部医疗中心。原地址淮海中路966号被闢為上海虹桥疗养院旧址。